# Mystery to Me
Albums de Fleetwood Mac
Penguin
(1973) Heroes Are Hard to Find
(1974)
Mystery to Me est le huitième album studio du groupe rock britannique Fleetwood Mac, sorti en 1973. Le groupe reprend le classique composé par Graham Gouldman, For Your Love, qui fut aussi repris pas les Yardbirds et Humble Pie. On y retrouve aussi le hit Hypnotized écrit par Bob Welch.   

## Fiche technique

### Liste des chansons
| 1. | Emerald Eyes    | Bob Welch                         | 3:37 |
| 2. | Believe Me      | Christine McVie                   | 4:06 |
| 3. | Just Crazy Love | Christine McVie                   | 3:22 |
| 4. | Hypnotized      | Bob Welch                         | 4:48 |
| 5. | Forever         | Bob Weston, John McVie, Bob Welch | 4:04 |
| 6. | Keep on Going   | Bob Welch                         | 4:04 |

| 7.  | The City       | Bob Welch       | 3:35 |
| 8.  | Miles Away     | Bob Welch       | 3:47 |
| 9.  | Somebody       | Bob Welch       | 5:00 |
| 10. | The Way I Feel | Christine McVie | 2:46 |
| 11. | For Your Love  | Graham Gouldman | 3:44 |
| 12. | Why            | Christine McVie | 4:56 |

### Musiciens
- Bob Welch : guitares acoustique et électrique, basse sur Keep on Going, chant, chœurs
- Bob Weston : guitares acoustique et électrique, guitare slide, chœurs
- Christine McVie : claviers, chant, chœurs
- John McVie : basse sauf sur Keep on Going
- Mick Fleetwood : batterie, percussions

### Personnel additionnel
- Richard Hewson : arrangements des cordes

## Certifications
| Pays              | Certification | Unités certifiées |
| ----------------- | ------------- | ----------------- |
| États-Unis (RIAA) | Or            | 500 000           |